# 盛年大廈 (新加坡)
盛年大廈（英語：Centennial Tower）是一棟位於新加坡市中心濱海中心淡馬錫道3號的摩天大樓，其建築高度為158（518英尺），共37層樓，比鄰於美年大廈與新達城，大廈距新加坡地鐵寶門廊地鐵站不到100公尺遠。
該大廈曾在1999年獲得建筑和建设局最佳建築設計獎商業與辦公室建築類別獎項。大廈建設花費共1億4900萬美元，其建築面積為66.270平方（713.32平方英尺）。
目前安哥拉駐新加坡大使館位於盛年大廈第23樓 ，第31樓則是黎巴嫩駐新加坡名譽領事館。

## 歷史
盛年大廈由多家建築師聯合設計，其中包括凱文·洛奇-約翰·汀克羅聯合事務所、強生/伯奇建築設計事務所、DP建築師事務所、菲力普·強生/艾伦·理奇建築事務所。該建築承包期約23個月，並於1997年完成。其他參與開發案的公司有邦典滨海（Pontiac Marina）、浚海公共工程（Dragages at Travaux Publics）、迈进集團（Meinhardt）、西卡服務公司、Building Systems、穆迪公司、麥肯錫公司。 
大廈在1997年完工時，在結構設計與建造時已經預設空間給未來擴充上，如商店部分可多擴充15間，預設最多可達52間。建築施工期間，承包商使用創新的施工技術，讓工程進度在短短3個月內建造20層樓，這是新加坡最快地施工速率之一。與常規相比，承包商節省將近5個月的施工日期。預製樓梯、預製加固混凝土製的核心牆、樑、柱等施工技術，也提高了建造效率。

### 意外
2011年2月10日晚上8時45分至9時，一塊約麻將桌大小的花崗岩板，從25層樓高的建築立面落下，其碎片砸到2名路過婦女，所幸只是輕傷。損毀的建築立面是浚海在1997年設計與建造的，並在去年7月由迈进指定浚海進行安全檢查。

## 建築結構
由於盛年大廈位在淡馬錫道一彎道處，其建築結構呈橢圓形狀，體現了與淡馬錫大道曲線同平行。在內部設計上，類似於其相鄰的美年大廈，360度窗景和大型地板提供更好的內部空間使用效率，大部分的辦公室皆可欣賞市中心的美景。
承包商在建設時設計特殊的模板系統，以適合弧形的外牆立面輪廓，建築物的牆柱與立面結構接用特殊的模板系統建造。伸缩式模板系統則用於建造建築物的樑柱與樓板。整體建築皆使用系統化模板製程，幾乎未使用泥水工程，而所有的組件皆有牆面刮瓷處理。
建築外牆主要使用花崗岩包覆，另外還增設幕墙結構。幕牆的總面積為7,773平方（83,670平方英尺），由六種不同地標準尺寸玻璃板組成。利用非現場裝配體系，使得在建造幕墙時能安裝地更迅速，並能減少工地現場的勞工人數。
大廈頂端安置12公尺高的冠狀結構，這與金子塔屋頂的美年大廈相互輝映。

## 設施
盛年大廈地下2層皆為停車場，並且與一旁購物中心美年徑的地下停車場相互連接。

## 照片集
- 仰望盛年大廈
- 大廈入口處
- 盛年大廈側面（圖左）
- 盛年大廈